# Юзеф Потоцький (крайчий коронний)
Йзеф Потоцький гербу Пилява (пол. Józef Potocki z Podhajec; бл. 1735 — 14 грудня 1802, Відень) — польський шляхтич, магнат, військовий і політичний діяч Речі Посполитої.

## Родовід
|  |                     |  |  |  |  |  |  |  |  |  |  |  |  |  |  |  |
|  | Станіслав Потоцький |  |  |  |  |  |  |  |  |  |  |  |  |  |  |  |
|  |                     |  |  |  |  |  |  |  |  |  |  |  |  |  |  |  |
|  |                     |  |  |  |  |  |  |  |  |  |  |  |  |  |  |  |
|  | Юзеф Потоцький      |  |  |  |  |  |  |  |  |  |  |  |  |  |  |  |
|  |                     |  |  |  |  |  |  |  |  |  |  |  |  |  |  |  |
|  |                     |  |  |  |  |  |  |  |  |  |  |  |  |  |  |  |
|  | Гелена Замойська    |  |  |  |  |  |  |  |  |  |  |  |  |  |  |  |
|  |                     |  |  |  |  |  |  |  |  |  |  |  |  |  |  |  |
|  |                     |  |  |  |  |  |  |  |  |  |  |  |  |  |  |  |

## Життєпис
Другий син Станіслава Потоцького та перший — його другої дружини Гелени із Замойських; брат Вінцентія Потоцького.
Після утворення Барської конфедерації лавірував між Варшавою та Баром. 12 жовтня 1767 року на урочистій авдієнції делегації з Корони запевняв царицю Єкатєріну ІІ у «вдячності народу за ласки». Через кілька днів під час власної зустрічі з Н. Рєпніним критикував самоволю Чорторийських, недавно призначену комісію, надмірне оподаткування шляхетських маєтків.
Мав посади галицького, чорштинського (з 1763 до 31 травня, останній в списку), львівського каштеляна. Став «правою рукою» Антона фон Перґена. Влітку 1773 року у Відні прийняв посаду таємного радника з річним пенсіоном 400 дукатів. 9 січня 1776 року став крайчим коронним. Після 1772 значна частина його маєтностей перейшла Габсбурзькій монархії. 1776 року: 23 серпня підписав акт генеральної конфедерації обох народів; отримав орден святого Андрія (Росія). 1780 року подав у відставку з посади крайчого коронного.
У сумі 7-ми «паньствових номенклатур» його річний дохід становив бл. 131000 злотих. На підставі родинного укладу в Бродівському замку 26 лютого 1761 року з братами Вінцентієм, Станіславом отримав у тимчасове посідання «Станиславівський ключ». Дідичну Студеницю над Дністром (Подільське воєводство), згідно конституції сейму 1767—1768, замінив на села Лежайського староства (Курилівка, Тарнавець та ін), зберігаючи дожиттєве її посідання. За остаточним родинним поділом у Варшаві (28—30 грудня 1770) набув:
- «Станиславівський ключ» (Галицька земля; Станиславів, 13 фільварків та сіл); у 1771 році продав Катажині Коссаковській з Потоцьких за 1148000 злотих
- «Тисменицький ключ» (Галицька земля; Тисмениця, 9 сіл); річні інтрати — бл. 57000, відступив у 1772 році Юзефові Чосновському за 1056960 зл.
- «Лисецький ключ» (Галицька земля; містечко Лисець, 8 сіл)
- «Козівський ключ» (Галицька земля; містечко Козова, 11 фільварків та сіл).
З «Князівства Збаразького» отримав: Волочиськ із фільварками «Староміщина», «Дорофіївка»; на Поділлі — фільварки Карабчиїв, Бен(у)бнівка, Лозова; у Брацлавському воєводстві — «ключі» Бубнівський, Четвертинівський, багато сіл. Також маєтності в Польщі.

Після бездітної смерті 1771 року брата Францішека став з поділу частину його маєтностей: Тернопіль з 3-ма «ключами», 24 селами, запис для дітей 1500000 зол. п. Після брата Пйотра отримав частину його спадку в 1774. На передмістях Львова мав Личаків, Кривчиці. У 1775 році виграв процес щодо Кротошинських маєтностей (Каліське воєводство, дідицтво-спадок діда Юзефа). Близько 1780 року набув: від Миколая Пясковського частину Барської волості (місто Мозирів та Мартинівку) в Летичівському повіті, від Оссолінських — Сідлище. Мав юридику «Нові Броди» у Варшаві, де в 1775—1776 роках осіли євреї з Бродів. Мав палаци: Львів — за єзуїтською фірткою, Варшава — при вулиці Лєшно, № 700; кам'яниця (Краків).
У 1777 році купив у Понятовських «Язловецький ключ». Не виплатив обтяжуючої маєтності позики в Ґенуї, тому в 1783 році відступив маєтки королівській скарбниці.

## Родина
Дружина — Анна Тереза з Оссоліньських, її віно (посаг), зокрема, Риманів. Сини:
- Ян Непомуцен Потоцький (1761—1815), польський письменник та мандрівник,
- Северин Потоцький (1762—1829), російний тайний радник та сенатор.